# Lumen Mundi
Das Wortpaar lumen mundi stammt aus dem Lateinischen: „lumen“ bedeutet „Licht“ (aber auch: Glanz, geistige Klarheit) und „mundi“ (Genitiv von „mundus“) heißt „Welt“ (auch: Menschheit). Die klassische Übersetzung lautet „Licht der Welt“.

## Christlich-religiöse Bedeutung
Ähnlich wie „Agnus Dei“ (Lamm Gottes) eine Bezeichnung für Jesus Christus.

## Ironische Verwendung
Bezeichnung von Menschen, die sich besonders wichtig nehmen (siehe auch Egoismus, Egozentrik).
Diese Verwendung findet sich auch in Heinrich Heines religionskritischem Gedicht „Adam der Erste“:
O Gott! wie erbärmlich ist doch dies
Consilium-abeundi!
Das nenne ich einen Magnifikus
Der Welt, ein Lumen-Mundi!

## Auszeichnung (Medaille)
Der Lubliner Metropolit verleiht eine Auszeichnung dieses Namens in Form einer Medaille für Engagement in karitativer, seelsorgerischer und sozialer Arbeit.